# Замок Линца

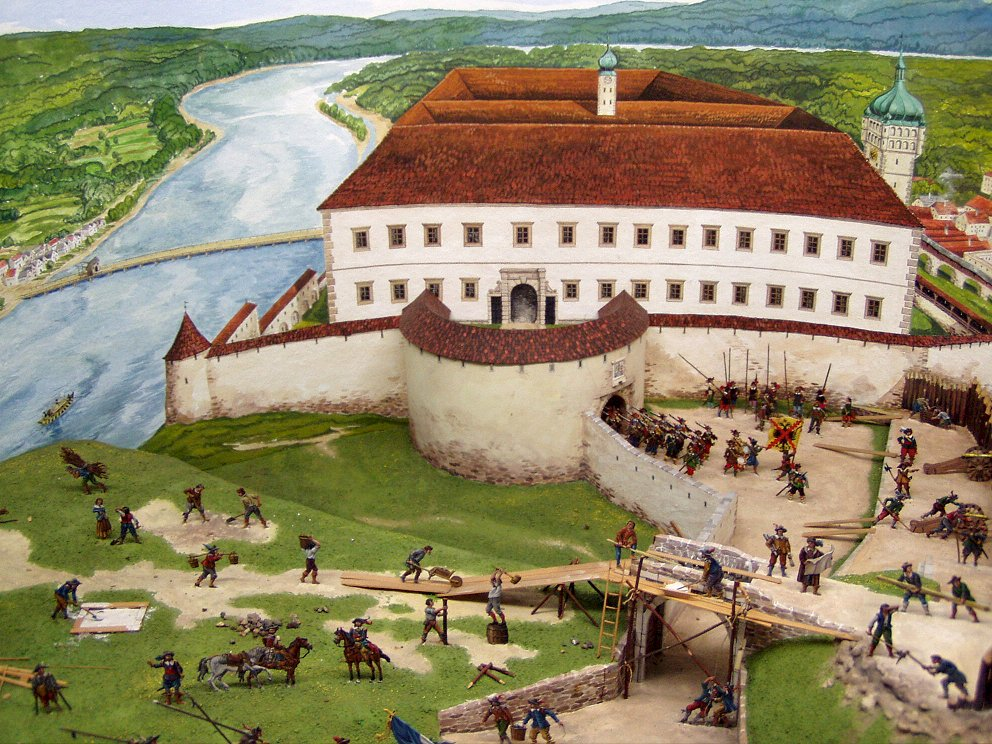
Фортификации замка

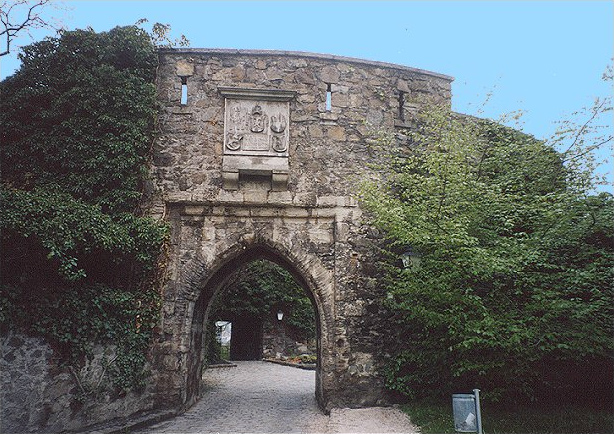
Friedrichstor

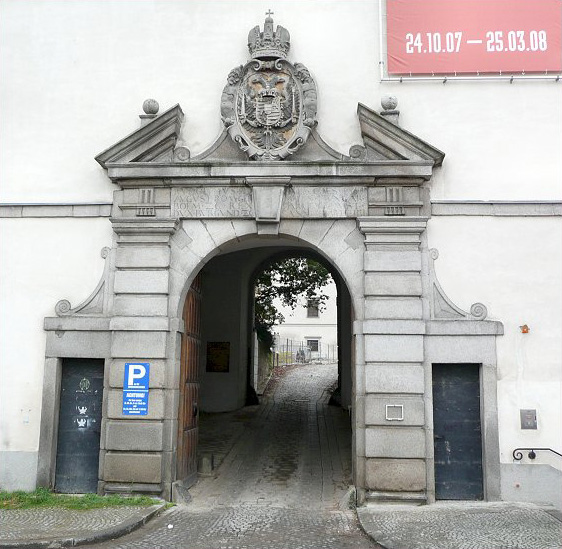
Rudolfstor

Замок Линца (Линцский замок, Линцер Шлосс, нем. Linzer Schloss) — средневековая крепость в городе Линц, стоящая на берегу Дуная.

## История
Первые по времени постройки возникли, вероятно, в VIII веке. Замок впервые упоминается в 799 году.
С 1477 года замок в течение восьми лет был резиденцией императора 
Фридриха III, который основательно его перестроил.
В 1600 году во время правления короля Рудольфа II замок был перестроен и расширен по проекту голландского архитектора Антона Муйса.
В 1800 году замок был поврежден сильным пожаром. Во времена Наполеоновских войн служил больницей, с 1811 года использовался как тюрьма, в 1851—1945 годы — как казарма.
В 1953—1963 годы замок реконструирован, после чего на его территории расположился Земельный музей Верхней Австрии, экспонаты которого рассказывают о культуре этого региона.

## Сохранившиеся строения
В настоящее время сохранились фрагменты средневековых построек — несколько бастионов, фрагменты стен и ворота:
- Ворота Фридриха — Фридрихстор (нем. Friedrichstor), построенные в XV веке. На воротах Фридрихстор высечен герб Фридриха и девиз-анаграмма A.E.I.O.U.
- Ворота Рудольфа — Рудольфтор (нем. Rudolfstor), построенные в 1600 году.